# Saltimbanqui

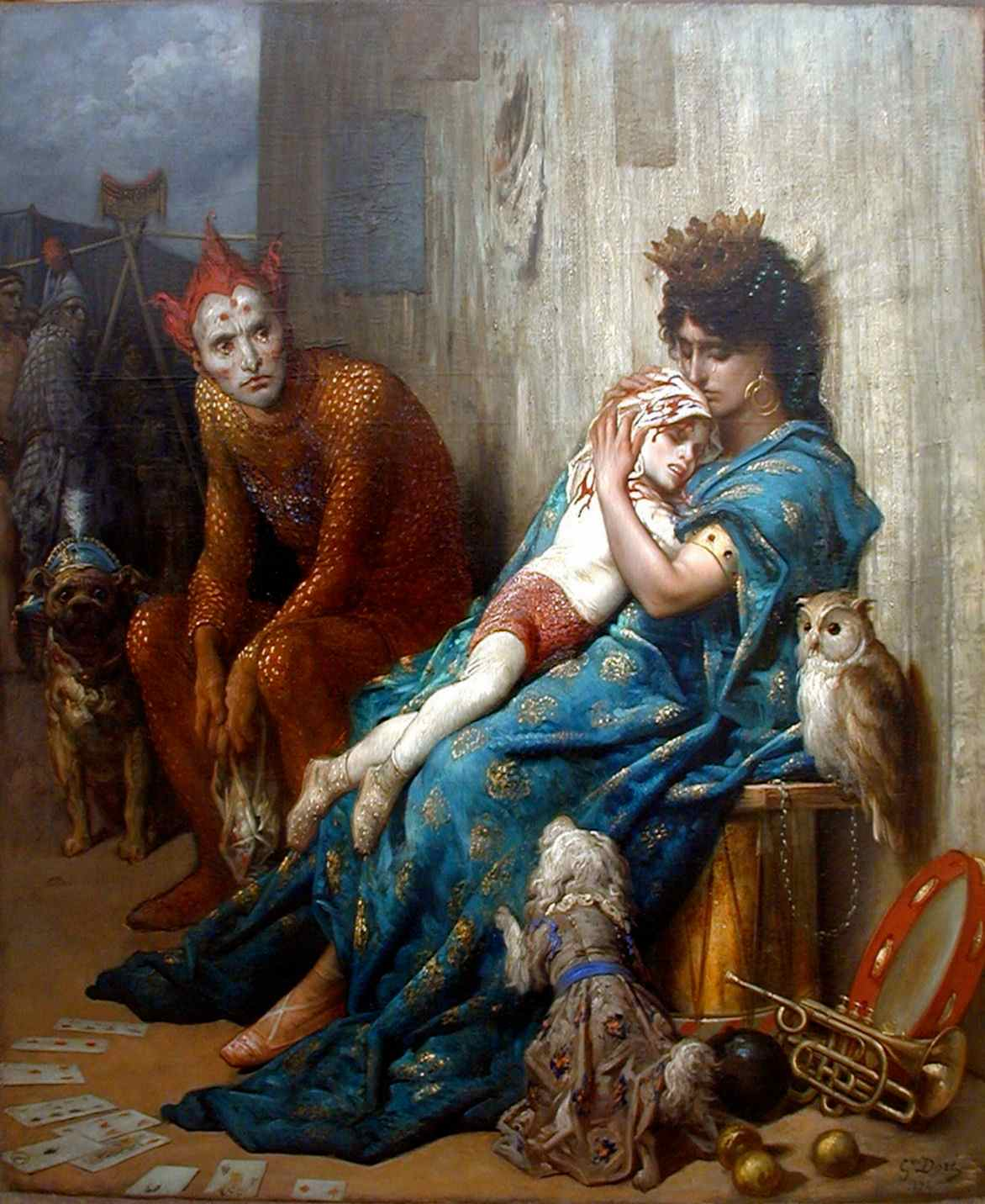
Los saltimbanquis (Les Saltimbanques), pintado por Gustave Doré en 1874. Musée d'art Roger-Quilliot, Clermont-Ferrand.

Saltimbanqui (del italiano saltimbanco y su plural saltimbanchi) se llama a diversos tipos de atracción de origen callejero. El uso popular del término ha desplazado el significado del saltabanco (charlatán, vendedor), con acepciones más cercanas al de los volatineros y prestidigitadores que, mezclados con cómicos, juglares y titiriteros, mostraban sus acrobacias entre canciones, farsas y otras actividades de muy variada naturaleza por plazas, palacios y otros escenarios improvisados, desde la Europa medieval.

## Tipología
Entre el saltimbanqui charlatán y embaucador de la plaza del mercado y el salto mortal del trapecista circense, se despliega una variada tipología, de la que pueden citarse:
- Los saltadores a la balanza, acróbatas circenses que con mayor o menor fortuna suelen imitar todavía algunos muchachos en los columpios de los parques.
- Saltadores en báscula sobre rueda, variante del ejercicio anterior pero sobre una rueda o rodillo que gira en libertad.
- Saltadores con zancos, equilibristas circenses subidos en finos tablones o pilares de madera resistente, especializados en diferentes habilidades saltarinas.
- Monos saltarines, animales adiestrados para hacer en las ferias toda suerte de cabriolas, saltos y demás monerías.

En el siglo XVII, el saltimbanqui respondía a una categoría inferior de los mimos bailarines de la comedia del arte, o al menos así lo relata un cultivado investigador italiano de la época:

Improvisaban teatros pintados con un carbón, donde interpretaban histriones de la peor especie, que hacían funciones en las plazas atrayendo a la plebe con la más grosera lubricidad tanto en las palabras como en los gestos (...) Paseaban a una pobre Primera Actriz, vestida de hombre, precedida por el tambor, para atraer gente a su obsceno espectáculo.
Perrucci, Andrea (1699): Dell'arte rappresentativa premeditata e all'improvviso

## En las artes

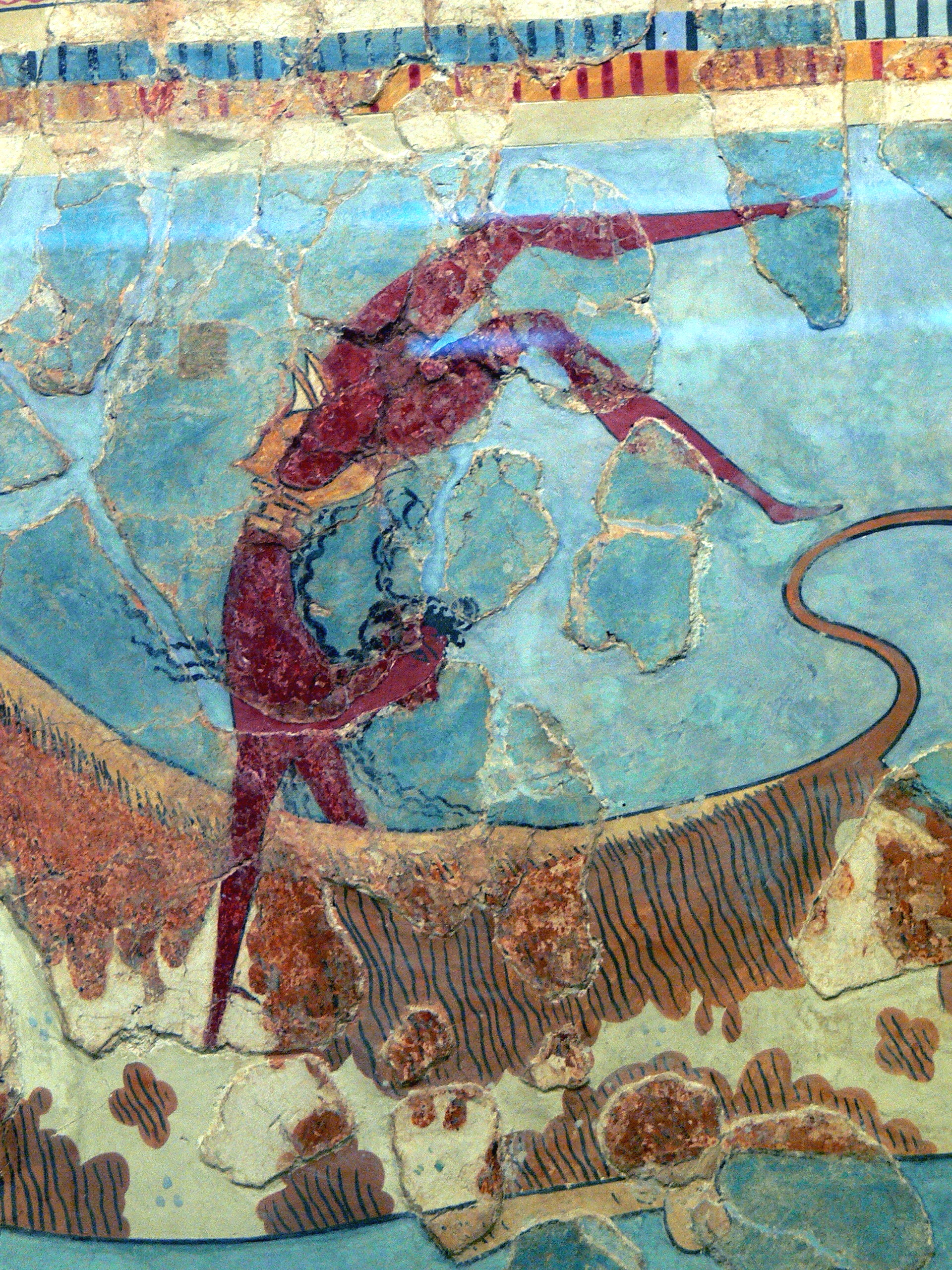
Detalle de un 'saltinbanqui' (torero acróbata) minoico en el fresco del salto del toro, en Cnosos. Museo de Heraklion.

### Toreros de Cnosos
Uno de los más sugerentes precedentes de la imagen contemporánea del saltimbanqui pudo ser el acróbata minoico que salta por encima de un toro, tal y como se conserva en los frescos hallados cerca de Cnosos, en la costa norte de la isla de Creta.
Los destacados estudios de Arthur Evans, director del Museo Ashmolean, propietario del palacio de Cnosos y director de la excavación, hablan de cow-boys, artistas de circo y toreros, obviando el puente histórico de los volatineros de la «commedia del arte» y los forcados portugueses del ruedo, o sus hermanos hidalguenses.

### Cómicos de Picasso
El conjunto de la obra de Pablo Picasso dedicada a diversos personajes de la comedia del arte y reunida con el título de Suite de los Saltimbanquis, ofrece una mirada poética de un mundo que debió de ser todo lo contrario. Desde sus cuadros del periodo rosa, como La familia de saltimbanquis (1905) o La mujer del acróbata (1904), hasta esculturas como la cabeza de El loco (cabeza de arlequín), modelada en barro tras una visita al Cirque Medrano; pasando por su variopinta serie de arlequines, polichinelas y pierrots, en la que se incluyen un par de famosos retratos de sus hijos Paulo y Claude.
Otro de sus cuadros dedicados al tema, el titulado Los dos saltimbanquis, fue subastado por 71.400 euros en septiembre de 2013.